# Gebäudeenergieberater
Der Gebäudeenergieberater (HWK) ist eine Fortbildung für den Handwerksmeister, zum Beispiel Stuckateur-, Zimmerer-, Maurer-, Schornsteinfeger- und Dachdeckermeister. Die bestandene Prüfung berechtigt dazu, für Bestandswohngebäude Verbrauchs- und Bedarfsausweise auszustellen und Energieberatungen durchzuführen. 
Der Gebäudeenergieberater ist eine Fortbildung für Architekten und Ingenieure. 
Es finden mündliche und schriftliche Prüfungen statt. Im Rahmen der Prüfung muss ein Projekt bearbeitet werden.
Gebäudeenergieberater / Gebäudeenergieberater (HWK) können sich beim Bundesamt für Wirtschaft und Ausfuhrkontrolle (BAFA) in die Liste der Energiesparberater oder in die DENA-Expertenliste eintragen lassen und staatliche Fördergelder im Rahmen des Förderprogramms „Vor-Ort-Beratung“ beantragen.

## Ausbildungsinhalt
Schulungen und Fortbildungen für Architekten und Ingenieure zum Gebäudeenergieberater bietet das Zentrum für Umweltbewusstes Bauen der Universität Kassel an. 
Schulungen und Fortbildungen für Handwerksmeister zum Gebäudeenergieberater (HWK) werden von den Handwerkskammern angeboten.
Kern der fachbezogenen Weiterbildung sind die bauphysikalischen Zusammenhänge des energiesparenden Bauens und Wohnens in Bezug auf Heizung, Wärme- und Feuchteschutz, Luftdichtheit sowie Schall- und Brandschutz. Aktuelle Kenntnisse zum Gebäudeenergiegesetz und die Fördermöglichkeiten der energetischen Gebäudesanierung sollen das Fortbildungsprofil abrunden. 
- Denkmalschutz
- Gebäudeenergiegesetz (GEG)
- Energietechnik
- Umweltschutz und Entsorgung